# 1086 Nata
Nata (asteróide 1086) é um asteroide da cintura principal com um diâmetro de 66,27 quilómetros, a 2,9851461 UA. Possui uma excentricidade de 0,0559401 e um período orbital de 2 053,71 dias (5,62 anos).
Nata tem uma velocidade orbital média de 16,74980373 km/s e uma inclinação de 8,34713º.
Esse asteróide foi descoberto em 25 de Agosto de 1927 por Sergei Belyavsky, Nikolaj Ivanov.